# ديرمافوريا
ديرمافوريا (Dermaphoria), الرواية الثانية لـكريج كليفنجر أهم الكتّاب الأمريكان في وقتنا الحاضر، صدرت عام 2005
تدور أحداث رواية Dermaphoria عن «إريك أشوورث» الذي يستيقظ فجأة في السجن، غير قادر على تذكر كيف حصل هناك، أو لماذا، كل ما تذكره هو اسم المرأة «ديزيريه».
ورويداً رويداً تنتج سلسلة مفككة من الأحاسيس التي تسمح لـ «إريك» ببطء لتذكر حياته السابقة. فيبدأ «إريك» في استعادة ماضيه على حساب قبضته على الحاضر، فيبدأ في رحلة من المتناقضات، مع شعور بالتسامح ينمو جنباً إلى جنب مع جنون العظمة، استعادة الماضي على حساب الشعور بالحاضر، الفارق بين الحقيقة والخيالات والهلاوس شبه معدوم.